# 田书根
田书根（1940年—），河北深州人，中国人民解放军将领、中国人民解放军中将。 
1995年，授予中国人民解放军中将，曾任沈阳军区副政治委员、军事科学院副院长。 